# Gouvernement Karapetian I
Ne doit pas être confondu avec Gouvernement Karapetian II.
Arménie
Abrahamian Karapetian II
Le gouvernement Karapetian I est le gouvernement de l'Arménie du 27 septembre 2016 au 18 mai 2017.

## Majorité et historique
Il s'agit du premier gouvernement formé par Karen Karapetian, à la suite de la démission d'Hovik Abrahamian. Il est soutenu par le Parti républicain d'Arménie et la Fédération révolutionnaire arménienne.
Le 18 mai 2017, le gouvernement présente sa démission à la suite des élections législatives arméniennes de 2017.

## Composition
- Les nouveaux ministres sont indiqués en gras, ceux ayant changé d'attributions en italique.

| Poste                                                                                        | Titulaire | Titulaire                              | Parti |
| -------------------------------------------------------------------------------------------- | --------- | -------------------------------------- | ----- |
| Premier ministre                                                                             |           | Karen Karapetian                       | HHK   |
| Vice-Premier ministre Ministre de l'Intégration internationale et économique et des Réformes |           | Vache Gabrielian                       | HHK   |
| Ministre de l'Administration territoriale et du Développement                                |           | Davit Lokian                           | FRA   |
| Ministre de l'Agriculture                                                                    |           | Ignati Arakelian                       | HHK   |
| Ministre des Affaires étrangères                                                             |           | Edouard Nalbandian                     | HHK   |
| Ministre de la Culture                                                                       |           | Armen Amirian                          | Sans  |
| Ministre de la Défense                                                                       |           | Vigen Sarkissian                       | HHK   |
| Ministre de la Diaspora                                                                      |           | Hranouch Hakobian                      | Sans  |
| Ministre du Développement économique et de l'Investissement                                  |           | Souren Karaian                         | HHK   |
| Ministre de l'Éducation et des Sciences                                                      |           | Levon Mkrtchian                        | FRA   |
| Ministre des Finances                                                                        |           | Vardan Aramian                         | HHK   |
| Ministre des Infrastructures énergétiques et des Ressources naturelles                       |           | Achot Manoukian                        | Sans  |
| Ministre de la Justice                                                                       |           | Arpine Hovhannisyan                    | HHK   |
| Ministre de la Protection de la nature                                                       |           | Artsvik Minasian                       | FRA   |
| Ministre de la Santé                                                                         |           | Levon Altounian                        | HHK   |
| Ministre des Situations d'urgence                                                            |           | Davit Tonoian (à partir du 06/02/2017) | Sans  |
| Ministre des Sports et des Affaires de la jeunesse                                           |           | Hrachya Rostomian                      | Sans  |
| Ministre des Transports, des Communications et des Technologies de l'information             |           | Vahan Martirosian                      | HHK   |
| Ministre du Travail et des Affaires sociales                                                 |           | Artem Asatrian                         | HHK   |